# Carcharhinus acronotus
Carcharhinus acronotus là một loài cá mập trong chi Carcharhinus. Loài cá mậpnày phân bố ở vùng nhiệt đới và cận nhiệt đới của miền tây Đại Tây Dương.